# 愛と哀しみのボレロ
『愛と哀しみのボレロ』（あいとかなしみのボレロ、Les Uns et les Autres）は、クロード・ルルーシュ監督による1981年公開のフランスのドラマ映画。
1930年代から1980年代にわたり、パリ、ニューヨーク、モスクワ、ベルリンを中心とするフランス、アメリカ、ロシア、ドイツにおいて交錯する、2世代4つの家族の人生を描く。この2世代4つの家族は、序盤では互いに散発的に交錯するだけだが、クライマックスの、フランスのチャリティ公演で一堂に集結する。この4家族に加え、時空をこえて、盲目のアコーディオン弾きが複数回登場し、アクセントを加える。作中の親子などを同じ俳優が一人二役で演じている例もある。
クライマックスのモーリス・ベジャール振付のジョルジュ・ドンによるバレエのボレロが有名であり、この「ベジャールによるボレロの振付」は、日本で初めて、パフォーマンスとしての知的財産権を獲得しており、許可なくこの振付で踊ることは許されない。
また、シナリオ技法的には、より縄形式の代表的作品としてしばしば取り上げられる。
第34回カンヌ国際映画祭で高等技術委員会賞を受賞している。

## ストーリー
物語前半は1930年代の複数の国から始まる。ロシアのバレリーナ、タチアナはラヴェルの「ボレロ」を課題曲としたオーディションで1位を逃すが、選考委員のボリスに声を掛けられ、後に結婚、男子を産む。パリのキャバレーでバンドのヴァイオリニストを務めていたアンヌは、ピアニストのシモンと交際し、結婚する。ドイツのピアニスト、カールはヒトラーの前でピアノを演奏して称賛を受け、家で待つ妊娠した妻にその喜びを伝える。そして、アメリカ人のグレンは、自らの楽団(ジャズ・バンド)を率いた公演をラジオ放送する中で、第二子を出産した妻にメッセージを送った。
しかし、イギリス・フランスがドイツに宣戦布告を行い、第二次世界大戦が勃発して彼らの人生は引き裂かれていく。
タチアナの夫は戦場で死亡し、アンヌとその夫はユダヤ人であることから強制収容所送りに。途中の列車で一命を賭けて幼い息子を線路に置き去りにした後、離れ離れに収容されて夫シモンはガス室送りとなってしまう。赤ん坊は通りすがりの男に拾われ、教会に預けられた。占領軍としてフランスに滞在したカールはフランス人の歌姫エブリーヌと出会い、エブリーヌは妊娠する。グレンは戦場でも音楽での慰問を行っていた。
終戦後、タチアナは再婚してバレエ教室を営みつつ、息子にバレエ教育を施す。フランスで捕虜となっていたカールはドイツに送還されるが、ベルリンは空爆され息子は死亡していた。グレンは開放されたパリの広場で音楽を演奏し、のちアメリカに凱旋して仲間と家族に暖かく迎えられる。その反面、広場で踊りに興じる人々の中にいたエブリーヌは「ドイツ人と寝た女」として迫害・放逐され、傷心のうちに故郷に帰る。アンヌは強制収容所から生還し、悄然と暮らすもやがて昔のキャバレーの仲間と出会い、生活のために音楽活動を再開、その傍ら赤ん坊を降ろした駅の周辺で聞き込みを行い、行方を探すのだった。
ようやく戦争の傷も癒え、世界が復興に向けて明るさを取り戻した1960年代、それぞれの物語も次の世代に引き継がれていく。
タチアナの息子・セルゲイはボリショイ・バレエ団の花形スターに成長するが、パリ・オペラ座での公演の際に西側に亡命した。グレンの妻であり歌手のスーザンは交通事故で死亡してしまうが、その娘、サラに音楽の才能は受け継がれ、兄のジェイソンをマネージャーとして活躍する。サラがレインコートに長靴姿で歌うミュージックフィルムの撮影にも、ジェイソンはスタッフとして付き成功させる。カールはピアニストから指揮者に転向し、名声を得るが、アメリカでの公演の際に彼がヒトラーと親しくしていたとの理由から、無観客公演を強いられるなどの屈辱を受けた。エブリーヌは故郷で死亡、その娘・エディットは、都会での成功を夢見るも婚約者の裏切りなどの困難にあいながら、それでもダンサーやアナウンサーとしての仕事に就いていく。アンヌは子供を置き去りにした駅周辺に足繁く通い、その行方を探し続けていた。アンヌの息子ダヴィットは、親を知らぬまま成長し立派な青年に。アルジェリア戦争に参加後、作家として活動し、自らの半生を出版する。やがてその本を見たアンヌの音楽仲間がダヴィットの元を訪れ、長年息子を探し続けていたアンヌが老齢による認知症を患っていることを告げる。八方手を尽くして精神病院に入院しているアンヌを見つけたダヴィットは、ようやく再会を果たす。
そして1981年、赤十字とユニセフの主催するチャリティーコンサートがパリで開催された。
演目はラヴェルの「ボレロ」。公演の告知をエディットが読み上げ、タチアナの息子・セルゲイがバレエを踊り、カールが楽団を指揮する。グレンの娘・サラがメロディを歌うその圧巻の公演の様子を、会場で、そして世界各国で、関係者みながそれぞれの思いを胸に見つめるのであった。

## キャスト
| 役名                            | 俳優                         | 日本語吹替 |
| 役名                            | 俳優                         | フジテレビ版 |
| ------------------------------- | ---------------------------- | --- |
| ジャック／ジェイソン・グレン    | ジェームズ・カーン           | 黒沢良 |
| シモン・メイヤー/ロベール・プラ | ロベール・オッセン           | 小林修 |
| スーザン／サラ・グレン          | ジェラルディン・チャップリン | 小原乃梨子 |
| アンヌ・メイヤー                | ニコール・ガルシア           | 田島令子 |
| カール・クレーマー              | ダニエル・オルブリフスキー   | 津嘉山正種 |
| ボリス／セルゲイ・イトビッチ    | ジョルジュ・ドン             | 原康義 |
| パトリック・プラ                | マニュエル・ジェラン         | |
| タチアナ/タニア・イトビッチ     | リタ・ポールブールド         | |
| マクダ・クレーマー              | マーシャ・メリル             | |
| エブリーヌ/エディット           | エブリーヌ・ブイックス       | |
| ジャック                        | ジャック・ヴィルレ           | |
| フランシス                      | フランシス・ユステール       | |
| リシェール                      | リシャール・ボーランジェ     | |
| フィリップ                      | ジャン・クロード・ブーチェ   | |
| ナレーター                      |                              | 伊藤惣一 |
| 不明 その他                     |                              | 色川京子 有馬瑞香 伊井篤史 鈴木れい子 みきさちこ 此島愛子 村松康雄 横尾まり 麻上洋子 上田敏也 徳丸完 千田光男 稲葉実 水島裕 幹本雄之 大橋芳枝 大滝進矢 西村知道 嶋俊介 菊池英博 |
|                                 |                              | |
| 演出                            | 演出                         | 水本完 |
| 翻訳                            | 翻訳                         | 入江敦子 |
| 効果                            |                              | |
| 調整                            |                              | |
| 制作                            | 制作                         | ザック・プロモーション |
| 解説                            | 解説                         | 高島忠夫 |
| 初回放送                        | 初回放送                     | 1985年11月2日 『ゴールデン洋画劇場』 |

## モデルとなっている人物
- セルゲイ・イトビッチ - ルドルフ・ヌレエフ
- カール・クレーマー - ヘルベルト・フォン・カラヤン
- エブリーヌ - エディット・ピアフ
- ジャック・グレン - グレン・ミラー

## スタッフ
- 製作・脚本・監督：クロード・ルルーシュ
- 音楽：フランシス・レイ、ミシェル・ルグラン
- 振付：モーリス・ベジャール、ミーシャ・ファン・ヘッケ
- 撮影：ジャン・ボフティ（フランス語版）
- 録音：アラン・モーリー
- 音響効果：ジャン＝ピエール・ルロン
- 美術：ジャン＝ルイ・ポヴェーダ
- 衣装：カトリーヌ・ルテリエ（フランス語版）